# Citânia de Sanfins
La Citânia de Sanfins est un site archéologique, l'un des plus importants de la civilisation de culture des castros de la péninsule Ibérique. Elle est située dans la freguesia de Sanfins de Ferreira (pt), sur le territoire de la municipalité de Paços de Ferreira (district de Porto, Portugal),. 
Elle est classée  monument national depuis 1946.

## Historique
Cette colline fortifiée est apparue vers le Ier siècle av. J.-C.  et occupait une superficie d'environ 15 ha, sur une colline intégrée dans une zone de montagnes avec des affleurements granitiques, dans un emplacement stratégique entre les fleuves Douro et Minho.
Il existe des traces d'occupation du site, depuis le Ve siècle av. J.-C., bien que la grande ville soit celle de l'époque des Gallèques, créée entre le IIe et Ier siècles av. J.-C. À cette époque, on estime que trois mille personnes y vivaient, essentiellement du travail du fer, avec une grande vocation guerrière, d'autres activités économiques, comme l'agriculture, étant menées par d'autres forts de colline des environs, qui en dépendaient.
C'était la capitale d'une région plus vaste, comprenant les actuelles Valongo, Maia et Penafiel, et où s'exerçait le pouvoir politique et militaire. Les Romains finirent par y arriver, quelques années avant la naissance du Christ, mais avec difficulté.
Les premières études sur cette Citânia ont été menées par les historiens Francisco Martins Sarmento (pt) et Leite de Vasconcelos (pt). Les fouilles archéologiques ont débuté en 1944 et se sont poursuivies pendant plus de cinquante ans.

## Description

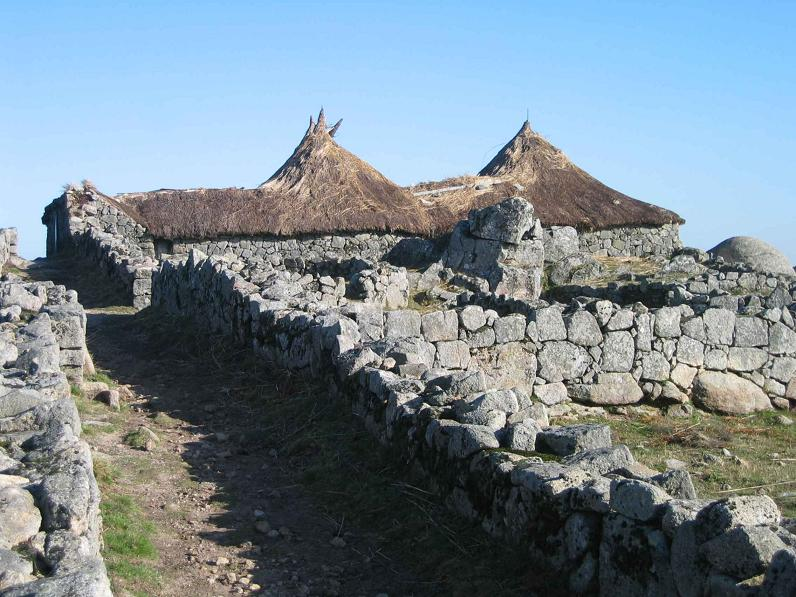
Reconstitution de l'habitat.

La Citânia était protégée par trois lignes de remparts, avec un mur extérieur protégeant l'ouest et le sud et un fossé au nord et au sud. Ces murs défensifs ont été créés en utilisant des blocs de granit locaux et s'adaptaient remarquablement au terrain, avec un tracé régulier et des rues orthogonales. 
Environ 160 maisons ont été trouvées à l'intérieur des murs de la Citânia. La plupart de ces maisons sont circulaires, avec des diamètres d'environ 5 m, des murs en pierre granitique et des plafonds coniques faits de matériaux périssables. Ces maisons forment généralement des quartiers de 4 ou 5 bâtiments, faisant face à un patio commun et entourés d'un mur, formant des zones de 200 à 300 m2. 
À la périphérie de la Citânia, un bâtiment de bains publics a été trouvé. Des statues de guerriers ont été trouvées dans la Citânia, l'une d'elles surveillant l'entrée principale de la Citânia. La Citânia a une route principale orientée nord-sud et des routes collatérales orientées est-ouest.

## Patrimoine
- Le sauna de Pedra Formosa, un bâtiment destiné aux bains publics, se distingue par sa technique de construction et ses spectaculaires motifs celtiques en pierre.
- Le Castro a connu une période d'occupation romaine ultérieure, commençant au IIIe siècle, avant d'être abandonné au IVe siècle.
- Le site comprend également une chapelle dédiée à saint Romain (vers le XIVe siècle) et 34 tombes appartenant à un cimetière chrétien médiéval (vers le XIIIe siècle).

## Découvertes archéologiques
Les découvertes archéologiques de Citânia de Sanfins appartiennent à plusieurs époques, par exemple : 
- Pièces de monnaie portugaises : une de Jean Ier de Portugal et deux de Sébastien de Portugal.
- Une pièce inconnue frappée au IVe siècle.
- Quarante-deux pièces de monnaie romaines, de Tibère à un empereur indéterminé au IVe siècle.
- Poterie de l'époque castro, romaine et postérieure.

De nombreuses découvertes sont exposées au Musée archéologique de la ville de Sanfins.

## Galerie

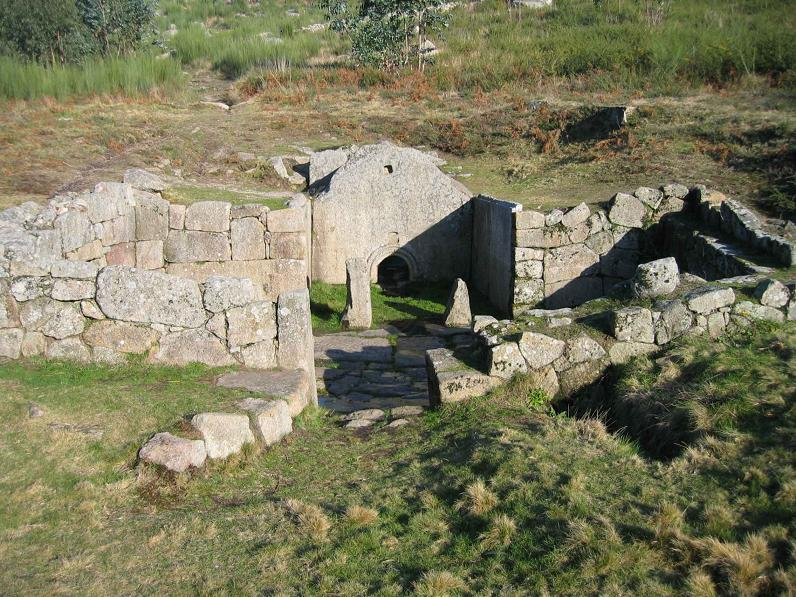
Bains publics.
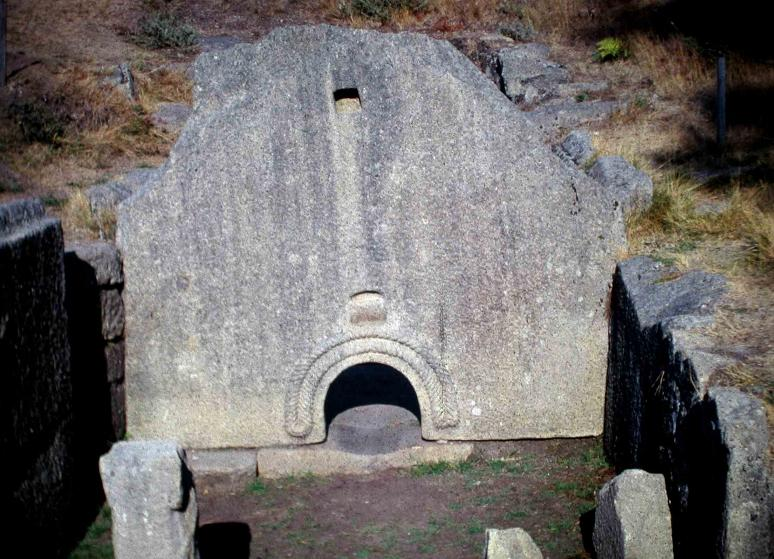